# Simon Forman
Simon Forman, né le 31 décembre 1552 et mort le 5 ou le 12 septembre 1611, est un astrologue de l'ère élisabéthaine, occultiste et herboriste actif à Londres pendant les règnes de la reine Élisabeth Ire et du roi Jacques Ier d'Angleterre. Sa réputation a toutefois été fortement ternie après sa mort lorsqu'il a été impliqué dans le complot visant à tuer Sir Thomas Overbury. Les écrivains, de Ben Jonson à Nathaniel Hawthorne, le dépeignent comme un fou ou un magicien maléfique en lien avec le diable.

## Biographie
Forman naît à Quidhampton, Fugglestone St Peter, près de Salisbury, dans le Wiltshire, le 31 décembre 1552,. À l'âge de neuf ans, il fréquente une école gratuite de la région de Salisbury, mais est contraint de la quitter deux ans plus tard à la suite de la mort de son père le 31 décembre 1563. Les dix années suivantes, il est l'apprenti de Matthew Commin, un marchand local. Commin fait du commerce de tissus, de sel et de plantes médicinales, et c'est à l'époque où il est jeune apprenti que Forman commence à apprendre les remèdes à base de plantes médicinales. Après des disputes avec Mme Commin, l'apprentissage de Simon est interrompu, et il part à Oxford vivre avec ses cousins. Il passe ensuite un an et demi au Magdalen College d'Oxford, où il étudie principalement la médecine et l'astrologie, poursuivant ensuite les mêmes études en Hollande.
Tout au long des années 1570 et 1580, Forman travaille comme enseignant tout en étudiant les sciences occultes. En 1583, il s'installe en tant que médecin à Londres, à Philpot Lane, Westminster. Il survit deux épidémies de peste dans la ville, cette année-là et de nouveau en 1594, et sa réputation médicale commence à se répandre. C'est à cette époque qu'un ecclésiastique de Buckinghamshire  nommé Richard Napier (en) (1559-1634) devient son protégé. À partir de 1597, il commence à développer un intérêt plus sérieux pour l'occulte et finit par mettre en place une pratique médicale alternative à Billingsgate, fournissant des remèdes astrologiques en rédigeant des cahiers de cas détaillés des questions de ses clients sur la maladie, la grossesse, les biens volés, les opportunités de carrière et les perspectives de mariage. Dans son nouveau cabinet, il peut remplir les rôles de médecin et de chirurgien, deux professions alors très distinctes aux yeux de ses pairs. Cette pratique peu orthodoxe attire toutefois rapidement l'attention de la Compagnie des Chirurgiens-barbiers (devenue le Collège royal de chirurgie) qui lui interdit la pratique médicale. N'ayant pas de diplôme, et à la suite de la mort d'un de ses patients, Forman purge plusieurs peines de prison. Il continue à se disputer avec la Compagnie des Chirurgiens-barbiers, obtenant finalement un permis d'exercice de l'Université de Cambridge en 1603.

Ayant un appétit sexuel remarquable, Forman aurait insisté auprès de presque toutes les femmes qu'il rencontrait. Forman lui-même écrit au sujet de ses conquêtes dans ses journaux intimes, montrant aussi peu de considération pour le contexte des femmes concernées que pour le lieu de consommation. Nombre de ses clientes ont été de brèves relations. Il écrit au sujet de sa première relation sexuelle avec sa « bien-aimée, le 15/12/1593, 17h00, Londres », écrivant après « Morte le 13/6/1597 ». Le 22 juillet 1599, Forman épouse Jane Baker, une jeune fille de dix-sept ans qui loue une chambre dans sa maison de Lambeth. N'ayant jamais été satisfait d'une seule femme, le mariage, malheureusement, « n'a pas fait beaucoup de différence quant à son mode de vie, sauf qu'il avait une jeune fille inexpérimentée comme maîtresse de maison ; il continuait à être le maître. » En 1611, il prédit avec précision sa propre mort dans la Tamise. Un autre astrologue, William Lilly, rapporte qu'un chaud dimanche après-midi de septembre de cette année-là, Forman dit à sa femme qu'il mourrait le jeudi soir suivant (12 septembre). Et, bien entendu :
Le lundi est arrivé, tout allait bien. Le mardi est arrivé, il n'est pas malade. Le mercredi vint, et il était encore en bonne santé, et son impertinente femme lui fit nombre de reproches. Le jeudi arriva, et après le dîner il se sentait très bien : il descendit au bord de l'eau, et prit une paire de rames pour se rendre dans des bâtiments où il avait affaire à Puddle-dock. Arrivé au milieu de la Tamise, il tomba, ne disant que « une imposte, une imposte, une imposte », et il mourut ainsi. Une très triste tempête de vent s'ensuivit immédiatement
Après sa mort, il a été impliqué dans l'assassinat de Thomas Overbury par le biais de son association avec ses deux patients, Lady Frances Howard et Mme Anne Turner. Pendant le témoignage du procès de Howard, les avocats lancèrent des accusations contre Forman, affirmant qu'il avait donné à Lady Essex la potion avec laquelle elle avait comploté pour tuer Overbury. Au cours du procès, il a été décrit par  Sir Edward Coke,  Lord Chief Justice of the King's Bench, comme « le diable Forman », ce qui a gravement terni sa réputation.

## Œuvres et travaux
Les documents de Forman se sont révélés être un trésor de données rares, étranges et inhabituelles sur l'une des périodes les plus étudiées de l'histoire culturelle. Ils comprennent des autobiographies, des guides d'astrologie, des tracts concernant la peste, des livres alchimiques courants et des notes sur des sujets bibliques et historiques. Ils contiennent également ses différends avec la Compagnie des chirurgiens-barbiers et ses expériences magiques largement infructueuses. Forman, qui a possédé un temps l'exemplaire du Picatrix qui se trouve actuellement à la British Library, a laissé derrière lui un grand nombre de manuscrits traitant de ses patients et de tous les sujets qui l'intéressaient, de l'astronomie et l'astrologie à la médecine, aux mathématiques et à la magie. Son Recueil de cas est la plus célèbre de ces ressources, bien qu'il ait aussi écrit des journaux personnels et une autobiographie rédigée à la troisième personne. Sa seule œuvre imprimée a été un pamphlet présentant une méthode fallacieuse de calcul de la longitude en mer.
Sa connaissance intime du cercle de Shakespeare le rend particulièrement intéressant pour les historiens de la littérature. Les érudits modernes - A. L. Rowse (en) en est un exemple éminent, que d'autres ont suivi, exploitant les manuscrits de Forman pour leurs multiples apports quant à la vie privée des hommes et des femmes élisabéthains et jacobéens. L'une des patientes de Forman était la poète Emilia Lanier, que Rowse pense être la Dark Lady de Shakespeare. Une autre de ses patientes était Mme Mountjoy, la propriétaire de Shakespeare.
Soixante-quatre volumes des manuscrits de Forman ont été rassemblés par Elias Ashmole au dix-septième siècle, et sont maintenant conservés à la Bibliothèque bodléienne, à Oxford. D'autres se trouvent dans la bibliothèque de Plymouth. Une brève description du Forman MSS. dans la bibliothèque publique de Plymouth a été publiée en 1853.

### LeBook of Plays

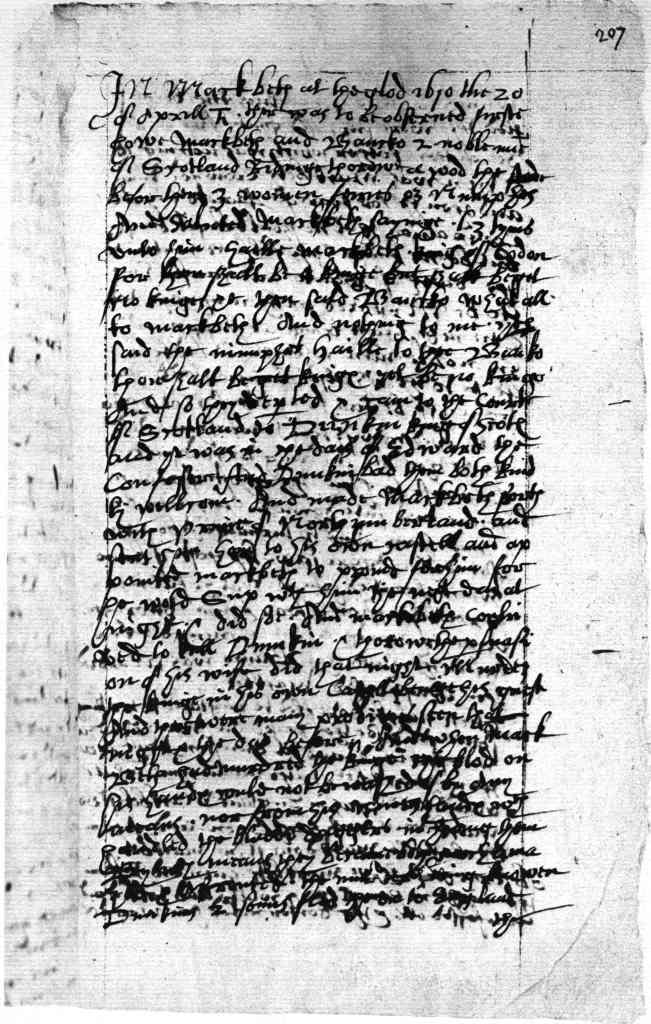
Simon Forman description d'une production de Macbeth au Théâtre du Globe, 20 avril 1610. Oxford, Bodleian Library, MS. Ashmole 208, f. 207r.

Parmi les manuscrits de Forman se trouve une section intitulée Bocke of Plaies, qui contient les descriptions faites par Forman de quatre pièces de théâtre qu'il a vues en 1610-1611 et la morale qu'il en a tirée. Le document se distingue par l'énumération de trois représentations de Shakespeare : Macbeth au Théâtre du Globe , le 20 avril 1610 ; Le Conte d'Hiver au Monde le 15 mai 1611 ; et Cymbeline, pièce pour laquelle ni date ni le théâtre ne sont spécifiés. Une quatrième pièce décrite par Forman est un Richard II au Globe le 30 avril 1611 ; mais à la lecture de la description ce n'est clairement pas le Richard II de Shakespeare.
Le manuscrit a été décrit pour la première fois par John Payne Collier (en) en 1836, et au XXe siècle, on a soupçonné que c'était une des contrefaçons de ce dernier. La plupart des érudits modernes acceptent maintenant la section comme authentique, mais certains soupçonnent encore qu'il pourrait s'agir d'un faux.